# István Szelei
István Szelei (ur. 7 grudnia 1960 w Szentes) – węgierski szermierz, florecista, brązowy medalista igrzysk olimpijskich i mistrzostw świata. 
Na igrzyskach olimpijskich w Moskwie w 1980 roku zajął szóste miejsce drużynowo i siódme indywidualnie. Brał też udział w igrzyskach olimpijskich w Seulu w 1988 roku, gdzie reprezentacja Węgier w składzie: Zsolt Érsek, Pál Szekeres, István Szelei, István Busa i Róbert Gátai zdobyła drużynowo srebrny medal. W rywalizacji indywidualnej tym razem nie startował. 
Podczas mistrzostw świata w Lozannie w 1987 roku wspólnie z Zsoltem Érsekiem, Istvánem Busą i Róbertem Gátai zdobył brązowy medal w zawodach drużynowych.